# Bengt-Olov Almstedt
Bengt-Olov Almstedt, född 4 april 1942 i Örebro, är en svensk simmare. Han tävlade för Örebro SS.
Almstedt tävlade i två grenar (100 meter ryggsim och 4 x 200 meter frisim) för Sverige vid olympiska sommarspelen 1960 i Rom. På 100 meter ryggsim simmade Almstedt på tiden 1.05,9, vilket var ett svenskt rekord. På 4 x 200 meter frisim simmade Almstedt i försöken tillsammans med Lars-Erik Bengtsson, Bengt Nordvall och Per-Ola Lindberg, där Sverige tog sig vidare till final. I finalen ersattes han av Sven-Göran Johansson och där slutade Sverige på sjätte plats.
1961 tilldelades han Stora grabbars märke. Almstedt tog SM-guld på 100 meter ryggsim (långbana) 1958 och 1960. Han tog SM-guld på 100 ryggsim (kortbana) 1961 och 1962. Almstedt tog SM-guld på 200 meter ryggsim (långbana) 1961 och 1962. På 200 meter ryggsim (kortbana) tog han SM-guld 1959, SM-silver 1958 och SM-brons 1960. Almstedt tog även ett SM-brons på 100 meter frisim (långbana) 1960.